# Richard Teitelbaum
Richard Lowe Teitelbaum (født 19. maj 1939 i New York City, død 9. april 2020) var komponist af især elektroakustisk musik.
Han interesserede sig meget for fjernøstlig musik. Blandt kompositionerne er f.eks. "Koncert for robot-piano, blæsere og synthesizer" fra 1987 og "Iro Wa Niedo", for 20 buddhistiske munke af Shingonsekten fra 1986.